# Стэнхоуп, Даг
Ду́глас Джин Стэ́нхоуп (англ. Douglas Gene Stanhope, более известный как Даг Стэ́нхоуп, англ. Doug Stanhope; род. 25 марта 1967, Вустер, Массачусетс, США) — американский стендап-комик, известный своими либертарианскими взглядами. Его юмор основывается на социальной критике и циничном изображении жизни. За спорный выбор материала он часто подвергается негативной оценке и за это же имеет множество поклонников. Даг начал карьеру в 1990 году в Лас-Вегасе, где выступал у открытых микрофонов и приобрёл репутацию комика, который говорит всё, что думает. В начале 2000-х он стал популярным, начал короткую карьеру на телевидении. Впоследствии он много гастролировал по США и Европе, издавал записи своих выступлений. На данный момент Даг живёт в городе Бисби в штате Аризона со своей подругой Эми Бингаман, где с 2014 года выпускает свой подкаст.

## Биография

### Начало карьеры, 2000-е
Даг родился 25 марта 1967 года в городе Вустер, штат Массачусетс в семье среднего класса. Его отец работал научным руководителем в школе, а мать официанткой. Она страдала алкоголизмом и ушла из дома, когда Дагу было десять. Он бросил учёбу после девятого класса школы и отправился в Лос-Анджелес, но не смог там устроиться и в 1990 году переехал в Лас-Вегас, где начал карьеру стендап-комика. «Я получал сто баксов за полчаса на сцене — это был успех <для меня>», — рассказывал он в интервью. Со слов Дага, ему не оставалось ничего другого, чтобы привлечь к себе внимание: «Я не умел петь, не был атлетически сложен или физически привлекателен, но я был смешным». Даг появлялся на открытых микрофонах в комедийных клубах и вскоре приобрёл репутацию комика, который говорит всё, что думает. В 1997 году на своих шоу он начал продавать запись собственных выступлений «ACID Bootleg», а уже через год выпустил первую официальную запись — «Great White Stanhope». Выпуск ещё двух записей, постоянные гастроли и участие в радиошоу Говарда Стерна сделали Дага популярным, и в 2001 году он получил эфир на канале «Comedy Central».
Я, чёрт возьми, ненавижу это место. Не люблю города, толпы, сырость, мрак. <…> Люди тут наиболее несчастны, поэтому комедия здесь работает. Где-нибудь в Коста-Рике не нужны комики. Люди там и так счастливы, сидя на пляже, попивая ром. И им плевать на все проблемы в мире, если у них нет собственных.
В 2002 году состоялось его первое выступление в Европе — на Эдинбургском фестивале в Великобритании, где он получил специальную награду британской прессы «Strathmore Press Award». Впоследствии он неоднократно выступал на этом фестивале. В том же году Даг начал карьеру на телевидении, став ведущим пранк-шоу «Invasion of the Hidden Cameras» на канале «Fox». В 2003 году он стал соведущим комедийной передачи «The Man Show» вместе с Джо Роганом на канале «Comedy Central», заменив бывшего ведущего Джимми Киммела. Однако в 2004-м шоу отменили. Затем Даг вернулся к стендапу, продолжал гастролировать и издавать записи своих шоу (подробнее в разделе «Записи и публикации»).

### 2010-е
В 2010 году Даг принимал участие в британском новостном сатирическом шоу «Newswipe with Charlie Brooker», где у него была рубрика «The Voice of America», в которой комик говорил о разных вещах, что его волнуют: страх, нагоняемый СМИ, проблема перенаселения и т. д. В 2011-м Стэнхоуп сыграл роль комика-неудачника Эдди в одном эпизоде сериала «Луи».
В 2013 году Даг собрал при помощи краудфандинга 125 760 долларов в помощь женщине по имени Ребекка Витсмун и её семье, чей дом был разрушен торнадо в городе Муре, штат Оклахома, в том же году. Случай Ребекки был примечателен тем, что она открыто призналась на телевидении о своём атеизме, сказав в интервью, что не благодарит Бога за спасение. Стэнхоуп был впечатлён храбростью жительницы Мура: «Если Вы думаете, что у неё нет яиц, то вы никогда не были в Оклахоме. Признаться в атеизме там, всё равно что кричать о джихаде у службы безопасности аэропорта». Однако кампания по сбору средством мотивировалась не сочувствием к пострадавшей. Даг хотел позлить набожных соседей Ребекки, на их глазах вручив ей огромный картонный чек. После этого семья Витсмун смогла переехать в Вашингтон.
В январе 2025 года поместил прах матери внутрь артиллерийского снаряда ВСУ, надписав «прощальное путешествие матери», и выстрелил им из орудия.

### Личная жизнь
Примерно с 2005 года Даг живёт в городе Бисби в штате Аризона со своей подругой Эми Бингаман, где с 2014 года выпускает свой подкаст «Doug Stanhope’s Podcast» как часть медиа-сети «All Things Comedy». Даг познакомился с Эми в 2000 году на концерте в американском городе Портленде, когда она ухаживала за больным с церебральным параличом и привела того на шоу. Ранее Даг был женат на женщине по имени Рене Моррисон, брак с которой был заключён в 2003 году. Рене забеременела, и пара приняла решение сделать аборт. После этого Даг также прошёл процедуру вазэктомии. Брак с Рене официально не расторгнут.

## Юмор
Юмор Стэнхоупа во многом спорный, неполиткорректный, «жёсткий». Объектом его шуток становятся как обыденные темы (религия, политика, женщины), так и дискуссионные (терроризм, суицид, наркотики). Даг — либертарианец, и в своих выступлениях ратует за полную свободу от государства и легализацию запрещённых веществ. Всё это принесло ему скандальную славу как «спорного», «извращённого» комика. Даг называл свои выступления «злобной речью алкаша», так как употребляет алкоголь на сцене. Он объясняет, что только пиво даёт ему смелость говорить. Из-за шуток на спорные темы с его выступлений часто уходят отдельные зрители. «Это как порно с животными. Не для всех», — обозначил Даг свой юмор. С 2017 года ассоциирует себя с анархизмом, говоря что либертарианство в прошлом.
Одними из основных тем, поднимаемых Стэнхоупом, являются перенаселение и желание человека производить детей, которые он считает самыми главными проблемами общества. Например, голодание, по его мнению, следствие этой проблемы, так как люди, неспособные прокормить своих детей, продолжают размножаться. В шоу «Newswipe with Charlie Brooker» Даг высказался, что перенаселение является также основной причиной загрязнения окружающей среды:
В следующий раз, когда вы увидите гибридную машину с детским сидением сзади, выбейте в машине окна по канонам бойцовского клуба, украдите детское сидение, положите на том месте презерватив, и таким образом оставьте послание. Потому что каждый из этих лицемерных гламурных быдланов делает вид, будто он ищет решение проблемы, в то время как они сами ей и являются. Все матки вместе взятые наносят природе больший вред, чем тысячи аварий на химических заводах. Если у тебя нет ребёнка, можешь хоть на сотне хаммеров ездить на работу и домой каждый день, высовывая свою жопу в окно и пердя пенопластом в атмосферу. И всё равно ты не нанесёшь и доли ущерба, который сулит планете каждый сраный новорожденный ребёнок. Если хотите помочь матушке природе, попробуйте содомию. Содомия и аборты — экологичны.

## Критика и награды
Даг часто подвергается критике за спорный выбор материала, его юмор называют шокирующим. Иногда публика не выдерживает его шуток. Например, на фестивале в ирландском городе Килкенни он вызвал скандал, сказав, что ирландские женщины слишком некрасивы для изнасилования. Был также случай, когда его освистали на фестивале в Лидсе и обвиняли в антисемитизме на Эдинбургском фестивале. Участие Дага в «The Man Show» подверглось критике некоторых активистов за, по их мнению, эксплуатацию женщин в этих шоу. «Это не задевает женщин. Это задевает идиотов», — ответил Даг на своём сайте. Против проведения его шоу устраивались пикеты, а многие магазины отказываются продавать у себя его компакт-диски.
Тем не менее, у Дага много поклонников, которые хвалят его за откровенность. Критики иногда сравнивают его с комиком Биллом Хиксом за схожий агрессивный социальный юмор, что самому Дагу не нравится. Например, по мнению журналиста «The Independent», в настоящее время Стэнхоуп несёт «олимпийский факел экстремальной американской комедии», который до него несли Билл Хикс, Сэм Кинисон, Ричард Прайор и Ленни Брюс.
| Год  | Премия                           | Категория                            | Выступление или роль                  | Итог      | Ист.   |
| ---- | -------------------------------- | ------------------------------------ | ------------------------------------- | --------- | ------ |
| 1995 | San Francisco Comedy Competition | Лучший стендап-комик                 |                                       | Победа    | [ 34 ] |
| 2002 | Strathmore Press Award           | Лучшее выступление                   | Выступление на Эдинбургском фестивале | Победа    | [ 10 ] |
| 2012 | Gold Derby TV Award              | Лучший приглашённый комедийный актёр | Роль Эдди в сериале «Луи»             | Номинация | [ 35 ] |

## Записи и публикации
Все записи Стэнхоупа были сделаны во время живых выступлений в комедийных клубах Америки, за исключением одной: диск «Oslo: Burning the Bridge to Nowhere» был записан в Норвегии. Издание «Morbid Obscenity» выпущено в благотворительных целях. Это запись совместного концерта Дага и нескольких других комиков в Аплтоне, штат Висконсин, изданная, по инициативе Стэнхоупа, ограниченным тиражом, прибыль с продаж которой шла на медицинские расходы для общего друга комиков. В 2016 году Стэнхоуп издал книгу о своей матери «Digging Up Mother: A Love Story», предисловие к которой написал Джонни Депп.
| Название                            | Формат         | Год выпуска | Издатель                        | Ист.          |
| ----------------------------------- | -------------- | ----------- | ------------------------------- | ------------- |
| Great White Stanhope                | Аудиокассета   | 1998        | Uproar                          | [ 39 ] [ 40 ] |
| Great White Stanhope                | CD             | 1998        | Uproar                          | [ 39 ] [ 40 ] |
| Sicko                               | CD             | 1999        | Stand Up! Records               | [ 41 ]        |
| Sicko                               | CD             | 2001        | Stand Up! Records               | [ 41 ]        |
| Sicko                               | CD             | 2006        | Ventura                         | [ 41 ]        |
| Something to Take the Edge Off      | CD             | 2000        | Stand Up! Records               | [ 42 ]        |
| Die Laughing                        | CD             | 2002        | Stand Up! Records               | [ 43 ]        |
| Word of Mouth                       | DVD            | 2002        | Sacred Cow Productions          | [ 44 ]        |
| Deadbeat Hero                       | CD + DVD       | 2004        | Shout! Factory / Ad Lib Records | [ 45 ] [ 17 ] |
| Deadbeat Hero                       | CD             | 2007        | Stand Up! Records               | [ 45 ] [ 17 ] |
| Morbid Obscenity                    | CD             | 2006        | Stand Up! Records               | [ 37 ]        |
| No Refunds                          | DVD            | 2007        | Image Entertainment             | [ 46 ]        |
| From Across the Street              | CD, MP3        | 2009        | Stand Up! Records               | [ 47 ]        |
| Oslo: Burning The Bridge To Nowhere | CD + DVD, MP3  | 2011        | Roadrunner Records              | [ 36 ]        |
| Before Turning the Gun on Himself   | MP3            | 2011        | Roadrunner Records              | [ 48 ]        |
| Before Turning the Gun on Himself   | CD + DVD       | 2012        | Roadrunner Records              | [ 48 ]        |
| Beer Hall Putsch                    | CD, MP3        | 2013        | New Wave Dynamics               | [ 49 ]        |
| Digging Up Mother: A Love Story     | Книга          | 2016        | Da Capo Press                   | [ 38 ]        |
| No Place Like Home                  | Интернет-видео | 2016        | Seeso                           | [ 50 ]        |